# 三辛基䏲
三辛基䏲是一种有机锑化合物，化学式为(C8H17)3Sb。它可由三氯化锑在氢气气氛中和辛基溴化镁于乙醚中反应制得。它可以催化溴化亚锡和溴代烷烃生成烷基三溴化锡的反应。